# John Castle
John Michael Frederick Castle (Croydon, 14 gennaio 1940) è un attore inglese.

## Biografia
Sposato con la sceneggiatrice Maggie Wadey, da cui ha avuto una figlia, Shelley, ha fatto il suo esordio al cinema nel 1966 nel film Blow-Up.

## Filmografia parziale

### Cinema
- Blow-Up, regia di Michelangelo Antonioni (1966)
- Il leone d'inverno (The Lion in Winter), regia di Anthony Harvey (1968)
- All'ombra delle piramidi (Antony and Cleopatra), regia di Charlton Heston (1972)
- I profeti delle ore corte (Made), regia di John McKenzie (1972)
- L'uomo della Mancha (Man of La Mancha), regia di Arthur Hiller (1972)
- Sarah Bernhardt - La più grande attrice di tutti i tempi (The Incredible Sarah), regia di Richard Fleischer (1976)
- Io, grande cacciatore (Eagle's Wing), regia di Anthony Harvey (1979)
- King David, regia di Bruce Beresford (1985)
- RoboCop 3, regia di Fred Dekker (1993)
- Storia di una capinera, regia di Franco Zeffirelli (1993)
- Gods and Generals, regia di Ronald F. Maxwell (2003)

### Televisione
- Il prigioniero (The Prisoner) – serie TV, episodio 1x06 (1967)
- Miss Marple (Agatha Christie's Miss Marple) – serie TV, episodi 1x03-1x12 (1985-1992)
- Sherlock Holmes - Il mistero del crocifero di sangue (The Crucifer of Blood), regia di Fraser Clarke Heston – film TV (1991)

## Doppiatori italiani
- Pino Colizzi in Il leone d'inverno
- Cesare Barbetti in L'uomo della Mancha
- Sergio Tedesco in King David
- Sergio Di Stefano in Robocop3
- Carlo Sabatini in Una storia di una capinera